# Източен Берлин
Ѝзточен Берлѝн (на немски: Ost-Berlin) е съветският окупационен сектор на следвоенен Берлин, който след образуването на Германската демократична република е столица на Източна Германия от 1949 до 1990 година.

## История
От 13 август 1961 до 9 ноември 1989 г. източната част на града е отделена от Западен Берлин с така наречената по-късно Берлинска стена. Източните германци са наричали сектора Източен Берлин само Берлин или Берлин, столица на ГДР (на немски: Berlin, Hauptstadt der DDR).
На 3 октомври 1990 г. Федерална република Германия и Германската демократична република се обединяват. Това формално слага край на съществуването на Източен Берлин.

## Райони на Източен Берлин
Източен Берлин се е състоял от следните райони:
- Фридрихсхайн (Friedrichshain)
- Хелерсдорф (Hellersdorf)
- Хоеншьонхаузен (Hohenschönhausen)
- Кьопеник (Köpenick)
- Лихтенберг (Lichtenberg)
- Марцан (Marzahn)
- Мите (Mitte)
- Панков (Pankow)
- Пренцлауер Берг (Prenzlauer Berg)
- Трептов (Treptow)
- Вайсензе (Weißensee)

## Командири на берлинската съветска зона
| Име                 | срок                                |
| ------------------- | ----------------------------------- |
| Николай Берзарин    | 2 май 1945 – 16 юни 1945            |
| Александър Горбетов | 17 юни 1945 – 19 ноември 1945       |
| Димитри Смирнов     | 19 ноември 1945 – 1 април 1946      |
| Александър Котиков  | 1 април 1946 – 7 юни 1950           |
| Сергей Диенгин      | 7 юни 1950 – април 1953             |
| Павел Диброва       | април 1953 – 23 юни 1956            |
| Андрей Чамов        | 28 юни 1956 – 26 февруари 1958      |
| Матвей Захаров      | 26 февруари 1958 – 9 май 1961       |
| Андрей Соловьов     | 9 май 1961 – 22 август 1962         |
| Хелмут Попе         | 22 август 1962 – 31 май 1971        |
| Артур Кунат         | 1 юни 1971 – 31 август 1978         |
| Карл-Хайнц Древс    | 1 септември 1978 – 31 декември 1988 |
| Волфганг Домбровски | 1 януари 1989 – 30 септември 1990   |
| Детлеф Вендорф      | 1 октомври 1990 – 2 октомври 1990   |

## Демографско развитие
| Дата                | Жители    |
| ------------------- | --------- |
| 29 октомври 1946 г. | 1 174 582 |
| 31 август 1950 г.   | 1 189 074 |
| 31 декември 1955 г. | 1 139 864 |
| 31 декември 1960 г. | 1 071 775 |
| 31 декември 1961 г. | 1 055 283 |
| 31 декември 1964 г. | 1 070 731 |

| Дата                | Жители    |
| ------------------- | --------- |
| 1 януари 1971 г.    | 1 086 374 |
| 31 декември 1975 г. | 1 098 174 |
| 31 декември 1981 г. | 1 162 305 |
| 31 декември 1985 г. | 1 215 586 |
| 31 декември 1988 г. | 1 284 535 |
| 31 декември 1989 г. | 1 279 212 |